# Lublin
Lublin, správní centrum Lublinského vojvodství, je historické město ve východním Polsku mezi Varšavou (160 km) a hranicí s Ukrajinou (80 km). Žije zde přibližně 335 tisíc obyvatel. Lublin je devátým největším polským městem a největším sídlem východně od Visly.[zdroj?] Městem protéká řeka Bystrzyca.

## Historie

### Pravěk a středověk

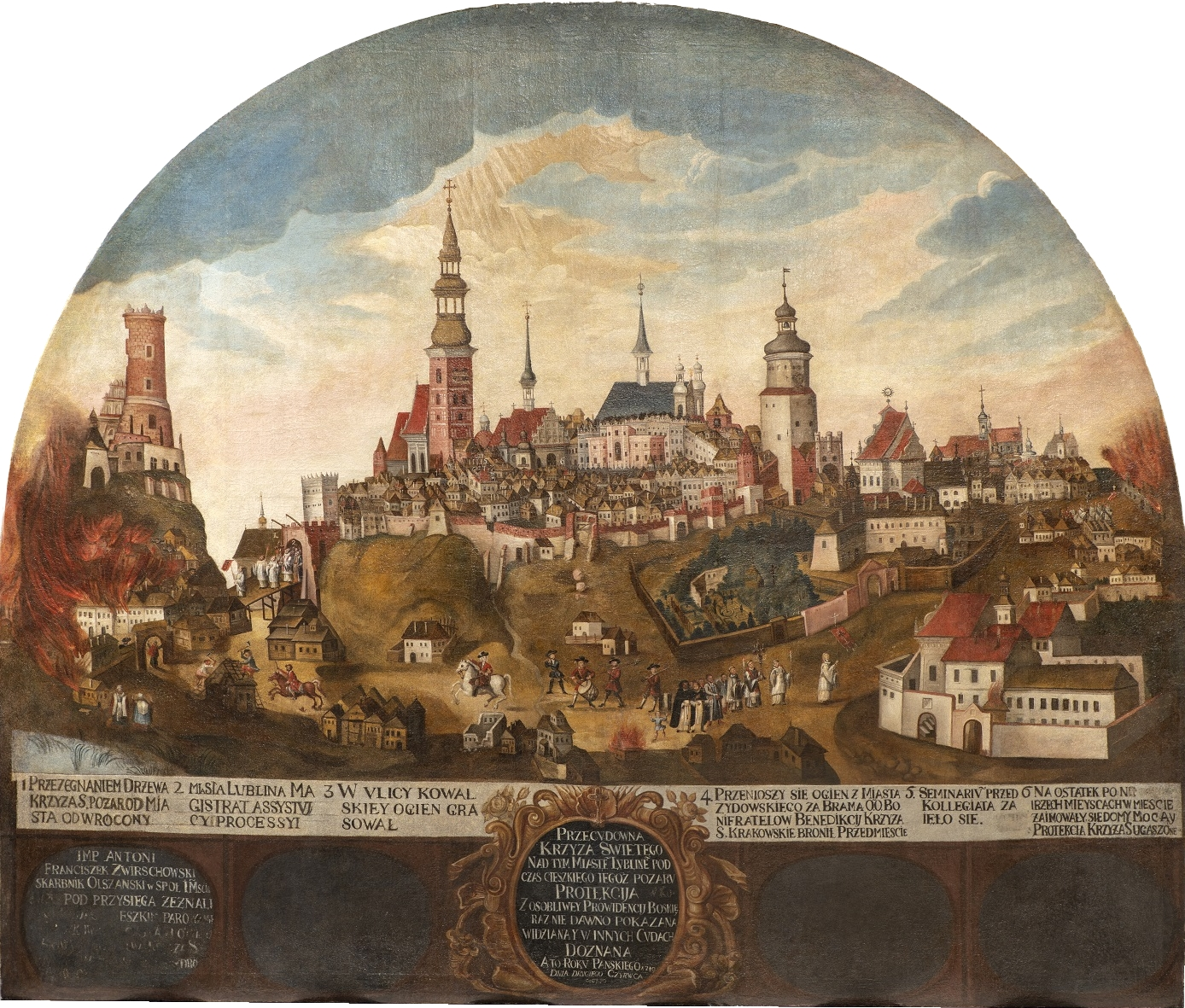
Velký požár města v roce 1719 na obraze v bazilice lublinského kláštera dominikánů

Na místě dnešního města stála osada již v 5. století. První zmínka o Lublinu pochází z roku 1224; název pochází od jména Lubla (Lubomír). Ve 13. století získalo městská práva. 
Během polské expanze do Haliče a na Červenou Rus zvítězil roku 1341 Kazimír III. Veliký poblíž Lublina nad Tatary. Rok nato bylo město obehnáno hradbami. Rozvíjel se obchod s nově podrobenými oblastmi dnešní Ukrajiny a s černomořskými přístavy.

### Novověk
Roku 1569 zde byla uzavřena Lublinská unie – personální svazek Polského království s Litvou. V 17. století byl Lublin zničen jednak kozáckými a švédskými nájezdy (1656), jednak morem, který si zde roku 1630 vyžádal 5000 obětí. V téže době bylo město jedním z center polské reformace; existovala zde mj. komunita Polských bratří.
Po třetím dělení Polska se město načas octlo v rakouské správě (1792–1805), poté připadlo ruskému impériu. Roku 1837 se stalo centrem gubernie. Okolo roku 1850 zde žilo 21 000 lidí, z nichž 46 % bylo židovského vyznání zbytek převážně Poláci. V 2. polovině 19. století pak město velmi rychle rostlo, mj. díky železnici Varšava – Kovel (1877).

### 20. století

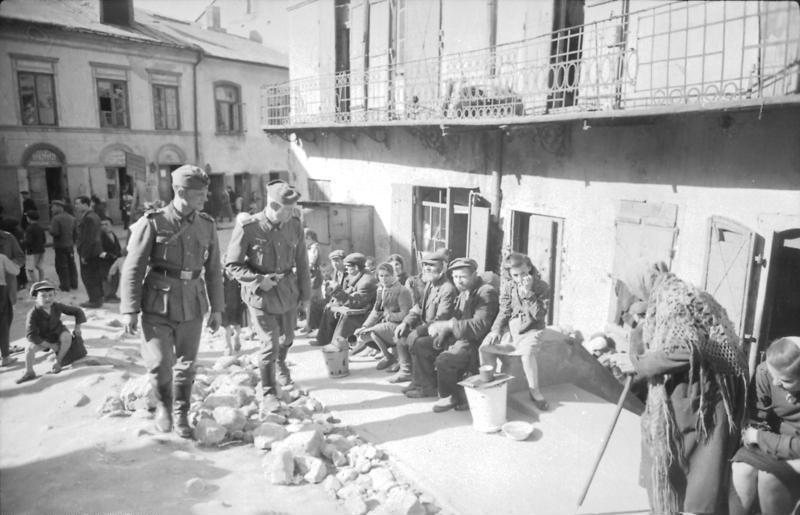
Neměčtí vojáci procházejí lublinským židovským ghettem (květen 1941)

Roku 1918, kdy se Lublin stal součástí nezávislého Polska, byla založena zdejší katolická univerzita. V roce 1939 zde žilo 120 000 lidí, z nichž třetina byli Židé (asi 34 %) a Poláci asi 66 %. 
Mezi válkami jejich komunita relativně prosperovala (fungovala zde mj. největší ješiva na světě), avšak drtivá většina Židů byla zavražděna během německé nacistické okupace (1939–1944) v koncentračním táboře v Majdanku vzdáleném 2 km od židovského ghetta, které bylo (stejně jako část Starého města a čtvrti Wieniawa) během války zcela zdevastováno. 
23. července 1944 se Lublin stal na 146 dní dočasným hlavním městem komunistického Polska. Po roce 1945 nastal rychlý rozvoj průmyslu, vybudována byla též většina velkých sídlišť v okrajových částech města. Na Majdanku a židovských hřbitovech vznikly památníky připomínající holocaust a válečné hrůzy.

## Současnost
Lublin je dnes především kulturním centrem východního Polska. Funguje zde množství galerií a muzeí, jsou zde 4 univerzity (kromě katolické spíše přírodovědeckého zaměření) a ve zdejším Centru Kultury se konají divadelní festivaly.
Hospodářství je založeno spíše na lehkém (potravinářském, farmaceutickém) průmyslu, neboť množství velkých podniků po přechodu ke kapitalismu zkrachovalo. Vyrábí se zde dodávky Lublin. Městem prochází hlavní silnice z Varšavy do Lvova a z Białystoku do Řešova; železnice zajišťuje spojení především s Varšavou, v opačném směru jezdí vlaky do Chełmu a dvakrát denně do Kyjeva. Odbočuje zde vedlejší trať do Stalowé Woli.

## Pamětihodnosti
- Lublinský zámek ze 12. století byl několikrát přestavován. V letech 1831–1954 sloužil jako věznice a od roku 1957 zde sídlí muzeum.
- Krakovská brána ze 14. století chránila Staré město.
- Bývalý koncentrační tábor Majdanek 3 km jihovýchodně od centra města

## Rodáci
- Jo'el Sirkis (1561–1640), polský rabín a spisovatel píšící hebrejsky
- Ja'akov Jicchak Horowitz z Lublinu (1745–1815), chasidský rabín z Polska
- Henryk Wieniawski (1835–1880), hudební skladatel
- Johannes Zukertort (1842–1888), německý šachista
- Franciszka Arnsztajnowa (1865–1942), polská básnířka, dramatička a překladatelka
- Leon Berbecki (1875–1963), generál
- Jicchak Sade (1890–1952), izraelský voják, velitel Hagany
- Bolesław Bierut (1892–1956), polský premiér
- Józef Czechowicz (1903–1939), avantgardní básník
- Julia Hartwigová (1921–2017), spisovatelka a překladatelka
- Barbara Jaruzelska (1931–2017), polská germanistka[2] a vysokoškolská pedagožka
- Konrad Fiałkowski (1939–2020), vědec, profesor a spisovatel
- Janusz Lewandowski (* 1951), ekonom a politik
- Tomasz Wójtowicz (1953–2022), volejbalista
- Władysław Żmuda (* 1954), fotbalista
- Wanda Nowická (* 1956), feministická aktivistka a politička
- Szczepan Sadurski (* 1965), satirik, karikaturista a novinář
- Natalia Czerwonková (* 1988), rychlobruslařka
- Anna Próchniaková (* 1988), herečka
- Aleksandra Mirosławová (* 1994), reprezentantka ve sportovním lezení
- Patrycja Chudziak (* 1997), reprezentantka ve sportovním lezení

## Partnerská města
- Alcalá de Henares, Španělsko
- Brest, Bělorusko
- Debrecín, Maďarsko
- Delmenhorst, Německo
- Erie, USA
- Ivano-Frankivsk, Ukrajina
- Lancaster, Spojené království
- Lublin, USA
- Luck, Ukrajina
- Luhansk, Ukrajina
- Lvov, Ukrajina
- Münster, Německo
- Nancy, Francie
- Nilüfer, Turecko
- Nykøbing Falster, Dánsko
- Panevėžys, Litva
- Pernik, Bulharsko
- Rišon le-Cijon, Izrael
- Starobilsk, Ukrajina
- Sumy, Ukrajina
- Tilburg, Nizozemsko
- Viseu, Portugalsko
- Windsor, Kanada

## Galerie

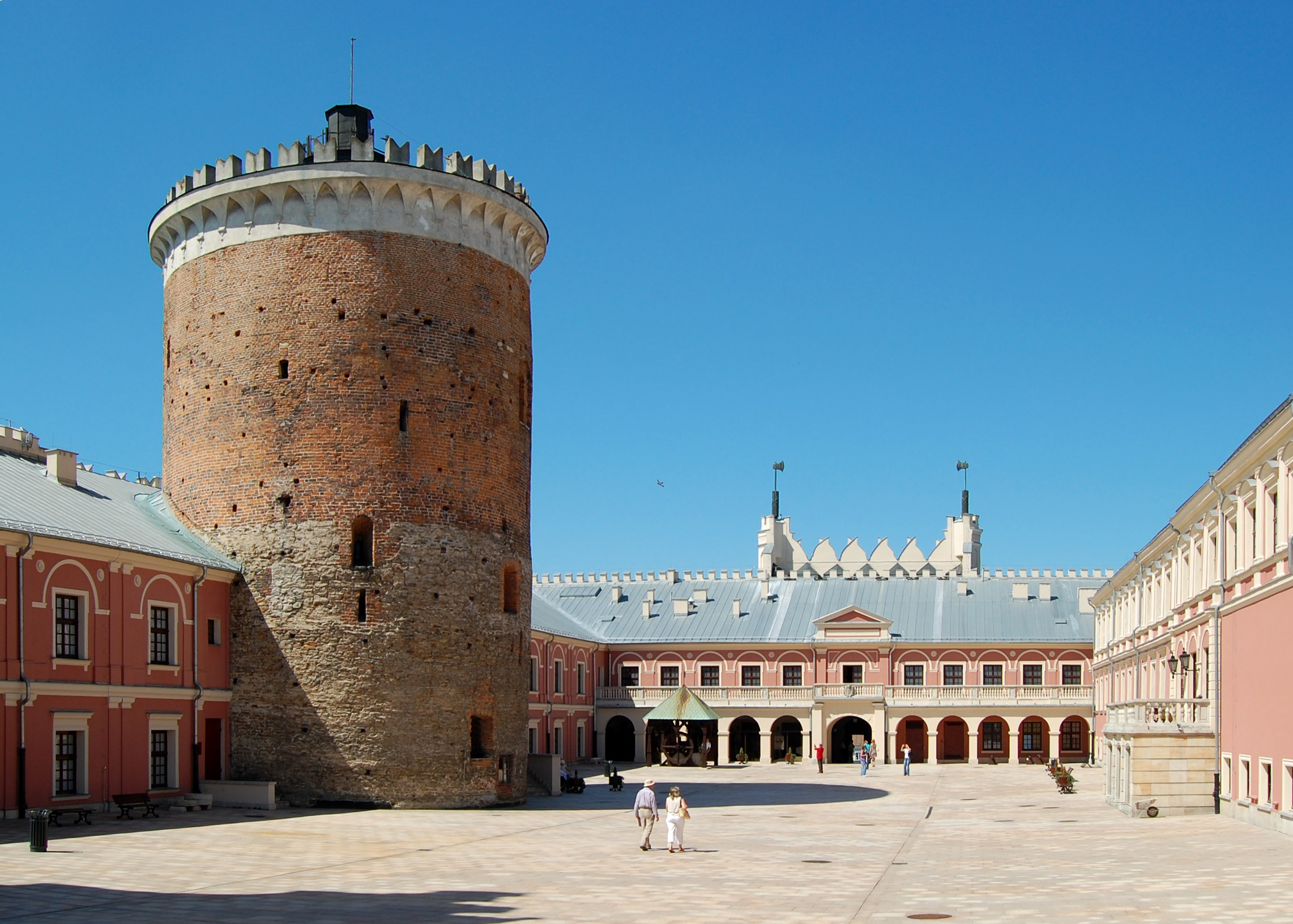
Renesanční Lublinský zámek
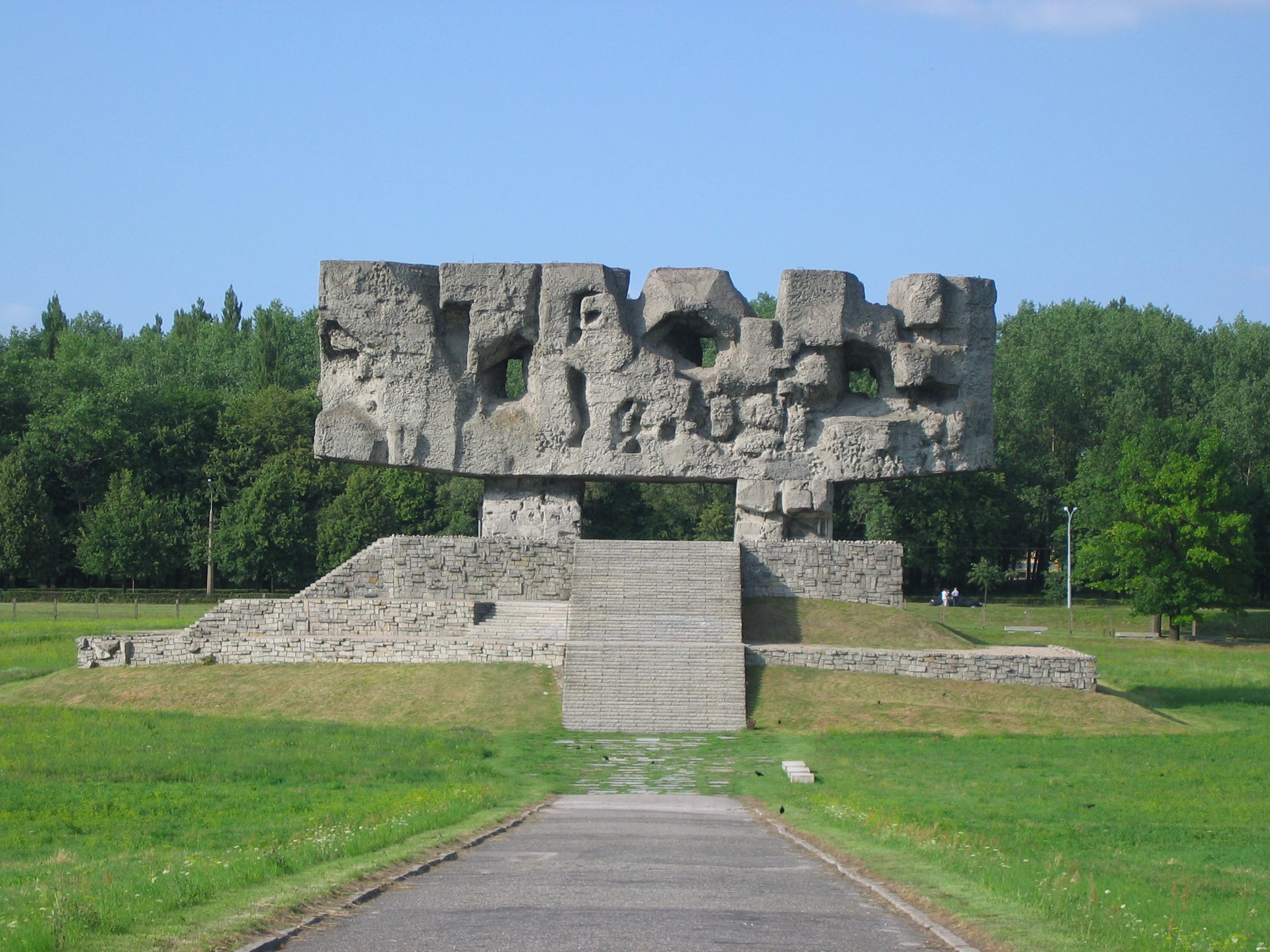
Památník boje a utrpení v Majdanku dle návrhu Wiktora Tołkiny
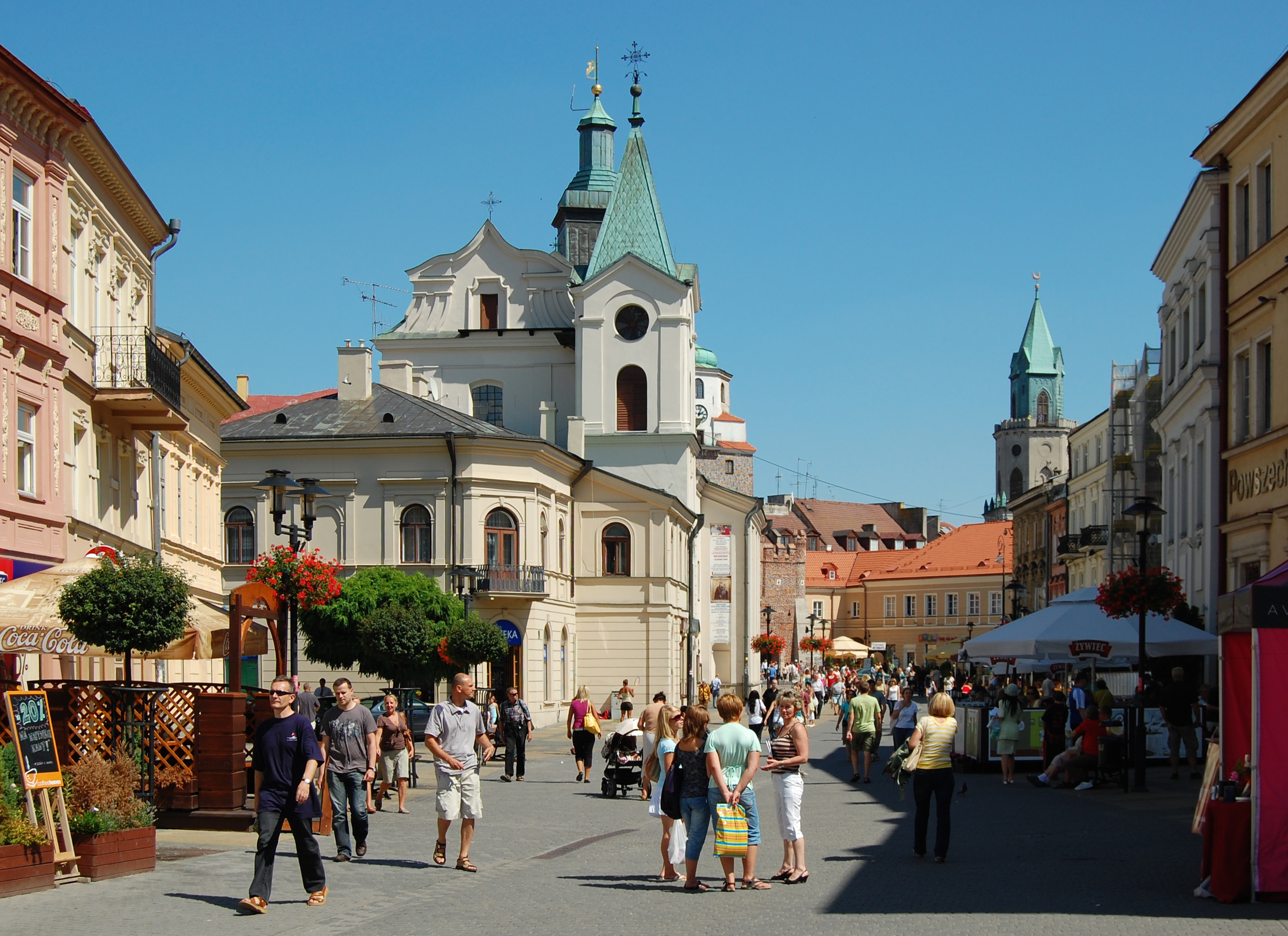
Krakowskie Przedmieście – ulice na Starém Městě
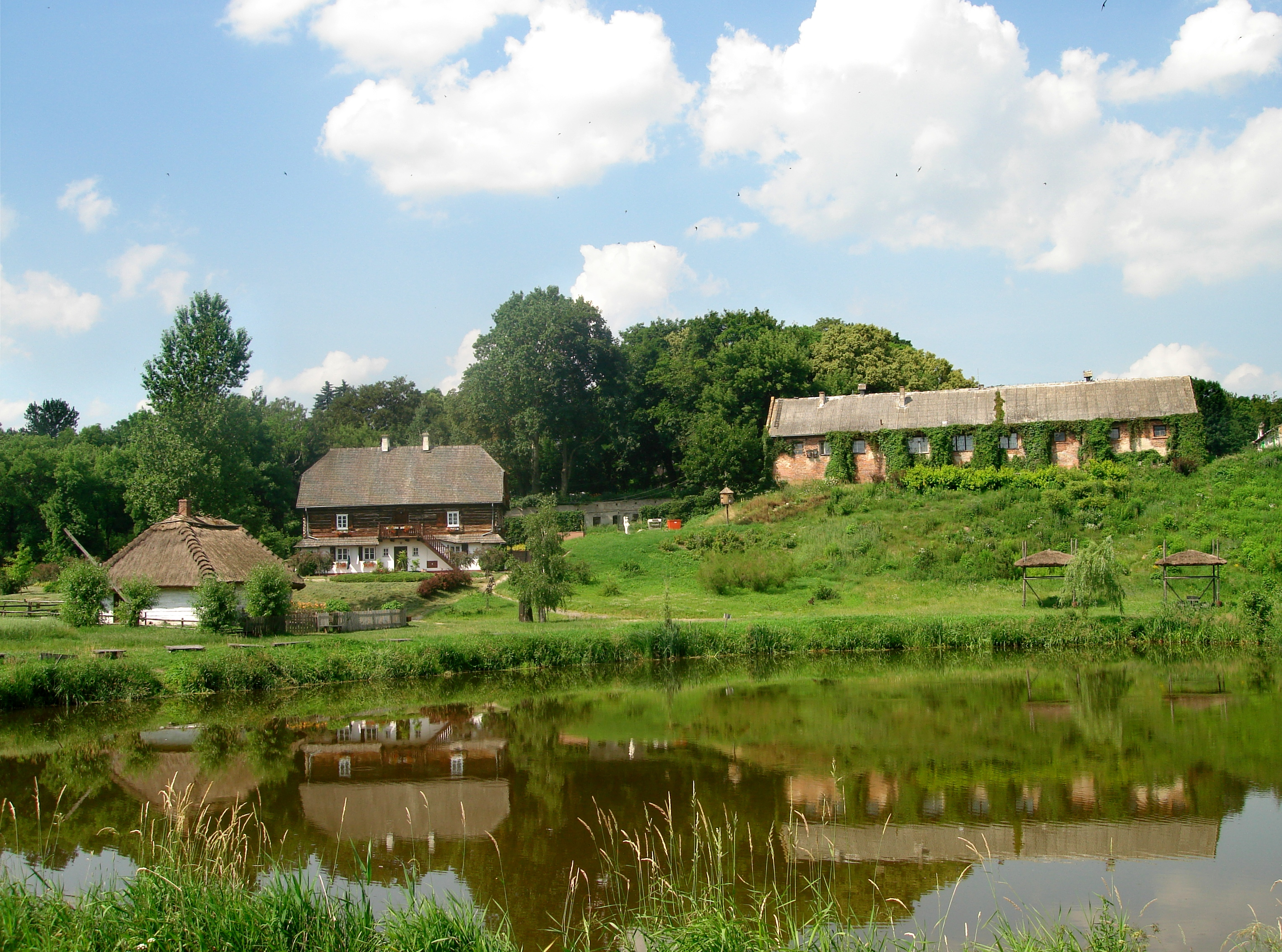
Muzeum Lublinské vesnice (skanzen)
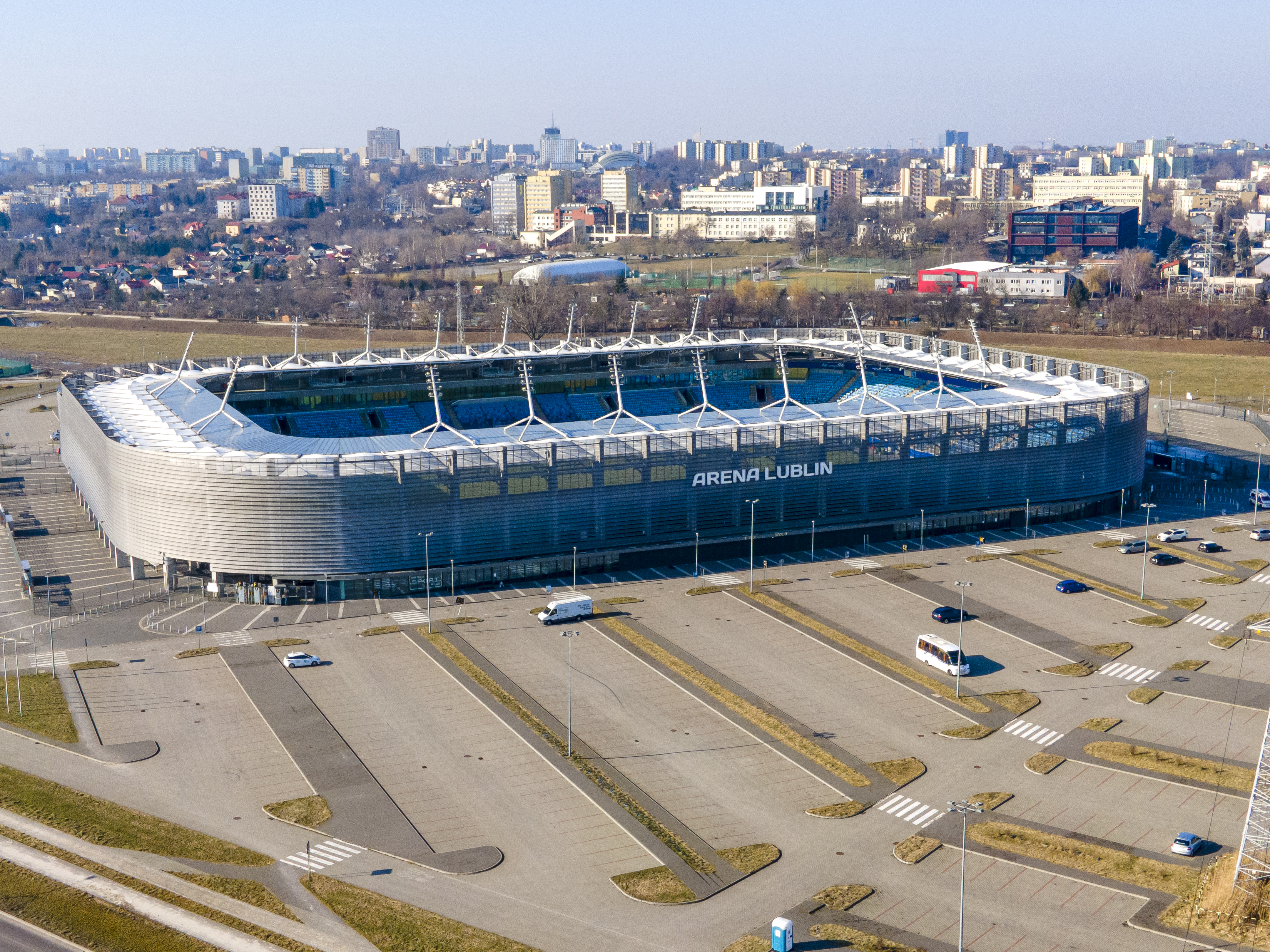
Arena Lublin